# Insenatura di Brennan
L'insenatura di Brennan è un'insenatura situata sulla costa di Bakutis, nella Terra di Marie Byrd, in Antartide. L'insenatura, larga circa 55 km e completamente ricoperta dai ghiacci della parte sud-orientale della piattaforma Getz, si trova in particolare tra la penisola Spaulding, a est, e la penisola Scott, a ovest. A formare la costa ovest dell'insenatura sono poi presenti anche l'isola Nunn e l'isola Wright.

## Storia
L'insenatura di Brennan è stata mappata da membri dello United States Geological Survey grazie a fotografie aeree scattate dalla marina militare statunitense durante sorvoli effettuati tra il 1959 e il 1967. Essa è stata poi così battezzata dal Comitato consultivo dei nomi antartici in onore del tenente comandante Lawrence A. Brennan, che, nelle stagioni 1975-1976 e 1975-1976, aiutò a pianificare ed eseguire il recupero di tre LC-130 che erano rimasti danneggiati in quelle stagioni presso la base di recupero aereo del duomo Charlie.